# 田端八幡神社
田端八幡神社（たばたはちまんじんじゃ）は東京都北区の神社。

## 概要
1189年（文治5年）に創建された。奥州征討の帰りに、源頼朝が当地に立ち寄り、鶴岡八幡宮から勧請したのが起源である。なおこの由緒は、上田端八幡神社のものと同じであり、両神社は元は単一の神社であったと推測されている。
江戸時代には、豊島郡田端村の鎮守であった。旧別当寺は東覚寺。
境内には、地元の富士講「田端冨士三峰講」が祀る富士塚がある。
社殿は1945年（昭和20年）の空襲で焼失したが、戦後に再建された。しかし1990年（平成2年）、「反皇室」を掲げる極左暴力集団（新左翼過激派）の放火テロにより再度焼失、1993年（平成5年）に再建された。

## 祭神
- 品陀別命（応神天皇）

## 交通アクセス
- 田端駅より徒歩5分[1]。

## 関連文献
- 斎藤長秋 編「卷之五 玉衡之部 田端八幡宮」『江戸名所図会』 3巻、有朋堂書店〈有朋堂文庫〉、1927年、299,302-303,305頁。NDLJP:1174157/154。